# Wiklöf Holding Arena
Il Wiklöf Holding Arena, in precedenza conosciuto con il nome di Idrottsparken, è lo stadio di casa della squadra di calcio IFK Mariehamn.

## La storia
Fu aperto al pubblico nel 1932.
Nel 1968 viene cambiata l'erba del terreno mentre nel 1979 venne costruita la pista di atletica.
Ma il cambiamento più radicale è stata la ristrutturazione nel 2005: fu installato l'impianto d'illuminazione intorno al campo. Questo cambiamento è stato finanziato da Anders Wiklöf a cui fu intitolato lo stadio.